# Salomón Rodríguez
Ederson Salomón Rodríguez Lima (* 16. Februar 2000 in San Gregorio de Polanco) ist ein uruguayischer Fußballspieler. Der Stürmer spielt seit Januar 2025 beim chilenischen Verein CSD Colo-Colo.

## Karriere
Salomón Rodríguez begann seine Karriere in der Jugend beim CA Rentistas und debütierte im Februar 2020 in der Profimannschaft. Im Februar 2020 unterschrieb der Linksfuß einen Dreijahresvertrag beim CD Godoy Cruz und erzielte in seiner ersten Saison in Argentinien 13 Tore. Im Januar 2025 gab der chilenische Rekordmeister CSD Colo-Colo seine Verpflichtung bekannt.